# 潘
潘（はん、ばん）は、漢姓の一つ。

## 中国
潘（パン）は、中華圏の姓の1つ。『百家姓』の43番目の姓である。
2020年の中華人民共和国の第7回全国人口調査（国勢調査）に基づく姓氏統計によると中国で36番目に多い姓であり、718.98万人がいる。台湾の2018年の統計では第31位で、161,355人がいる。

### 出自
- 周の季歴の末子、文王の末弟の季孫が「潘」と呼ばれる場所に封ぜられ、その後裔が潘姓を名乗ったもの。
- 春秋時代の楚が潘国を占領して一族を封じ、封邑を姓とした。すなわち羋（び）姓（中国語版）の潘氏である[4]。
- 北魏の孝文帝の漢化政策によって鮮卑族の破多羅姓のものが、潘姓を名乗ったもの。
- 台湾原住民には潘姓が多いが、漢族移住初期に原住民を「番」と呼んでおり、それが転じて「潘」と名乗ったとされる。

### 著名な人物
- 潘璋 - 呉の武将。
- 潘岳 - 西晋の文人。
- 潘美 - 北宋初期の武官。
- 潘毓桂 - 中華民国の政治家。
- ウィルバー・パン（潘瑋柏） - 在米華僑の歌手。
- 潘長江 - 芸人、俳優。
- 潘武雄 - 台湾の野球選手（外野手）。
- 潘威倫 - 台湾の野球選手（投手）。

### 架空の人物
- 潘金蓮 - 『水滸伝』・『金瓶梅』の登場人物。

## 朝鮮
潘（パン）は、朝鮮人の姓の一つである。 

### 著名な人物
- 潘益淳（朝鮮語版） - 高麗の文臣。
- 潘福海（朝鮮語版） - 高麗の文臣。
- 潘佑亨（朝鮮語版） - 李氏朝鮮の文臣。
- 潘碩枰（朝鮮語版） - 李氏朝鮮の文臣。
- 潘基文 - 第8代国際連合事務総長。
- 潘亨植（朝鮮語版） - 韓国の国会議員。
- 潘長植（朝鮮語版） - 元韓国造幣公社（朝鮮語版）社長。
- パン・ヒョジョン（朝鮮語版） - 韓国の女優。

### 氏族
大きな本貫は3本である。皆同源の分派である。
| 本貫     | 始祖   | 人数（2015年） | 備考     |
| -------- | ------ | -------------- | -------- |
| 開城潘氏 |        | 12             |          |
| 巨斎潘氏 |        | 8              |          |
| 巨済潘氏 | 潘阜   | 5,183          |          |
| 巨津潘氏 |        | 27             |          |
| 居昌潘氏 |        | 19             |          |
| 結城潘氏 |        | 248            |          |
| 慶州潘氏 |        | 54             |          |
| 桂城潘氏 |        | 35             |          |
| 光山潘氏 |        | 189            |          |
| 光州潘氏 | 潘忠   | 10,254         |          |
| 広川潘氏 |        | 8              |          |
| 貴城潘氏 |        | 18             |          |
| 岐山潘氏 |        | 5              |          |
| 岐城潘氏 | 潘阜   | 7,631          |          |
| 岐陽潘氏 |        | 33             |          |
| 南平潘氏 | 潘自建 | 3,053          |          |
| 南海潘氏 |        | 14             |          |
| 綾城潘氏 |        | 7              |          |
| 文平潘氏 |        | 8              |          |
| 密城潘氏 |        | 6              |          |
| 潘南潘氏 |        | 30             |          |
| 白川潘氏 |        | 8              |          |
| 新寧潘氏 |        | 9              | 신녕반씨 |
| 新寧潘氏 |        | 8              | 신령반씨 |
| 新済潘氏 |        | 24             |          |
| 延安潘氏 |        | 41             |          |
| 霊光潘氏 |        | 13             |          |
| 寧平潘氏 |        | 165            |          |
| 醴泉潘氏 |        | 133            |          |
| 遼東潘氏 |        | 30             |          |
| 陰城潘氏 |        | 125            |          |
| 義城潘氏 |        | 15             |          |
| 義州潘氏 |        | 27             |          |
| 宜川潘氏 |        | 10             |          |
| 利川潘氏 |        | 18             |          |
| 全州潘氏 |        | 49             |          |
| 済州潘氏 |        | 7              |          |
| 只城潘氏 |        | 18             |          |
| 清道潘氏 |        | 16             |          |
| 坡城潘氏 |        | 92             |          |
| 坡州潘氏 |        | 29             |          |
| 坡平潘氏 |        | 7              |          |
| 平海潘氏 |        | 51             |          |
| 漢陽潘氏 |        | 19             |          |
| 咸安潘氏 |        | 28             |          |
| 洪城潘氏 |        | 11             |          |
| 興徳潘氏 |        | 5              |          |

#### 巨済（岐城）潘氏
巨済島は昔は岐城といったことから、巨済潘氏を岐城潘氏ともいう。始祖は高麗で倭寇を討伐した功績で巨済府院君に封ぜられた潘阜である。その玄孫潘益淳は王禑の代左侍中になり、潘益淳の子潘福海は王禑の代、門下左侍中、賛成事を歴任した。朝鮮では中宗反正に参加して礼曹判書・刑曹判書・都摠管を歴任した潘佑亨がいる。また壬辰倭乱で功を立てた潘国海、正祖の代の潘献、日本の国権侵害に反発し割腹した潘夏慶、潘名儒、潘東翼などがいる。 

#### 光州潘氏
光州潘氏の始祖は朝鮮の開国功臣で海陽君（光州伯）に封ぜられた潘忠である。その玄孫潘碩枰は清廉な性格で有名であり、その孫潘仁後は壬辰倭乱で功を立てた。

#### 南平潘氏
南平潘氏の始祖は高麗末期から朝鮮初期にわたって吏曹判書・礼曹判書・左賛成などを歴任して、永平君に封ぜられた潘自建である。その5世孫潘琛は進度軍需となって南平に下り、その曾孫潘尚周は長城に居住した。

### 人口と割合
| 年度   | 人口     | 世帯数   | 順位        | 割合 |
| ------ | -------- | -------- | ----------- | ---- |
| 1960年 | 12,881人 |          | 258姓81位   |      |
| 1985年 |          | 5149世帯 | 274姓中81位 | 0.5% |
| 2000年 |          |          |             |      |
| 2015年 | 28,062人 |          |             |      |

## 日本
「はん」と読む。
- 潘恵子 - 東京都出身の声優
- 潘めぐみ - 東京都出身の声優

## ベトナム
潘（ファン）はベトナムで6番目に多い姓であり、人口の4.5%を占める。
なお別の姓であるファム（ベトナム語：Phạm / 范）を日本ではしばしば混同して、「ファム」を「ファン」と書く例が見られる（例：ファム・ヴァン・ドン）。

### 著名な人物
- 潘清簡（ファン・タン・ジャン） - 阮朝の文官、歴史学者。
- ファン・ボイ・チャウ（潘佩珠） - 独立運動家。
- ファン・チュー・チン（潘周楨） - 独立運動家。
- ファン・ディン・フン（英語版）（潘廷逢） - 独立運動家。
- ファン・カク・スー（潘克丑） - ベトナム共和国（南ベトナム）国家評議会議長。
- ファン・フイ・クアト（潘輝括） - ベトナム共和国首相。
- ファン・フイ・レ（潘輝梨） - 歴史学者。
- ファン・ヴァン・カイ（潘文凱） - 政治家、ベトナム社会主義人民共和国首相。
- ファン・ティー・キム・フック（潘氏金福） - 反戦運動家。